# Say (Niger)
Pour les articles homonymes, voir Say.
Say (ou Saayi) est une ville du sud-ouest du Niger, sur la rive droite du fleuve Niger,  chef-lieu du département éponyme de Say, dans la région de Tillabéri.

## Géographie
Say est une commune urbaine du département de Say, dans la région de Tillabéri au Niger.

C'est le chef-lieu de ce département.

### Situation
Say est située sur le fleuve Niger à environ 160 km au sud-est de Tillabéri et 50 km au sud-est de Niamey, la capitale du pays
.
|               | Youri | Kollo    |
| Ouro Guéladjo | Say   | Kirtachi |
| Tamou         | Tamou |          |

## Histoire

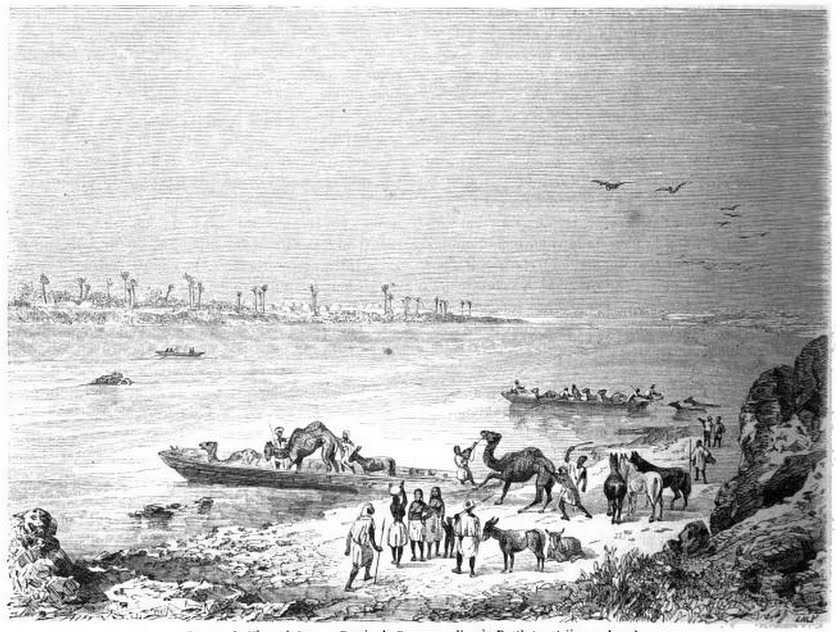
Bac sur le Niger, Say (1860)

La ville est fondée à la fin du XVIIIe siècle par un marabout peul originaire du Macina, Alfa Mohammed Diobo. Après, la fondation de l'Empire de Sokoto en 1805, Diobo agrège l'Émirat de Say à l'Empire de Dan Fodio.
Le 24 août 1891, le capitaine Parfait-Louis Monteil signe un traité avec Amadou Boukary Mody Bô, roi du Djerma, chef de Say. Le 30 janvier 1895, Amadou, roi se Say, signe un traité de protectorat exclusif avec La France. Le poste français de Say est fondé en 1897 par le Lieutenant Pelletier.
Le décret du 2 mars 1907 incorpore au Haut-Sénégal et Niger les cercles de Fada N'Gourma et de Say, tous deux distraits de la colonie du Dahomey. 
Le Cercle de Say situé sur la rive droite du Niger et instauré dans la colonie du Haut-Sénégal et Niger, est à partir de 1919 rattaché à la Haute-Volta. Il est rattaché à la Colonie du Niger à compter du 22 janvier 1927, et supprimé le 30 novembre 1927, pour devenir une subdivision du Cercle de Niamey.

## Population
La population de la commune urbaine était estimée à 61 960 habitants en 2011
,, dont 13 546  habitants pour la localité chef-lieu. La commune est peuplée par les éthnies Fulbé et Zarma.

## Administrations et services

### Maires
Depuis le 4 avril 2024, un Administrateur délégué nommé par le Chef de l’État du Niger remplace le maire de la commune urbaine élu. 
| Période | Période | Identité           | Étiquette | Qualité                |
| ------- | ------- | ------------------ | --------- | ---------------------- |
| 2021    | 2024    | Mourou Hima        |           |                        |
| 2024    |         | LTN Nouhou Larabou |           | Administrateur délégué |

### Services
La ville, chef-lieu départemental, abrite les services publics et administrations
- Préfecture
- Mairie
- Tribunal d'instance
- Centre de détention (250 places)
- Grand Marché
- Petit Marché
- DD Enseignement primaire

La commune dispose de services d'enseignement et de santé.
- Collège d'enseignement secondaire (CES) à Say.
- Collège d’Enseignement Général Franco-Arabe (CEG FA) à Say
- Collège d'enseignement général (CEG) à Doguèl Kaïna, Dokimana, Ganki Bassarou et Kohan Garanké.
- Collège d'enseignement technique (CET) à Say.
- Centre de Formation aux Métiers (CFM) à Say.
- Hôpital de district à Say.
- Centre de Santé Intégré (CSI) à Say, Ganki Bassarou, Kohan Garanké et Tiantiargou.

## Économie
L'économie de la ville de Say repose sur l'agriculture, l'élevage en troupeau et le petit commerce.

## Cultes
- Grande Mosquée de Say construite en 1958

## Culture et patrimoine
La ville abrite l'Université Islamique de Say, une institution de renommée internationale qui a été fondée après un meeting de l'Organisation de la conférence islamique en 1974 mais elle ne fut ouverte qu'en 1986.

## Personnalités liées
- Souna Hadizatou Diallo, femme politique, militante et avocate nigérienne.